# نوپرا بو
نوپرا بُو (ژاپنی: のっぺらぼう هپبورن: Noppera-bō) یا شبح بی‌چهره، نوعی یوکای ژاپنی که شبیه به انسان است اما فاقد اجزای صورت می‌باشد. آن‌ها برخی مواقع به اشتباه موجینا نامیده می‌شوند، یک واژهٔ قدیمی ژاپنی برای گورکن ژاپنی یا سگ راکونی. اگرچه موجینا قادر است شکل دیگری را به خود بگیرد، نوپرا بو معمولاً خود را به شکل یک انسان عادی در می‌آورند و در همه مکان‌ها حضور دارند و خود را کاملاً با جامعهٔ انسانی تطبیق داده‌اند. با این حال، این توهم به سرعت در مواجه چهره به چهره با او از بین می‌رود، زیرا نوپرا بو در واقع هیچ چهره‌ای ندارد. سر آن‌ها همانند گویی خالی است که نه چشم، نه دهان، نه بینی، و نه ابرو دارد.

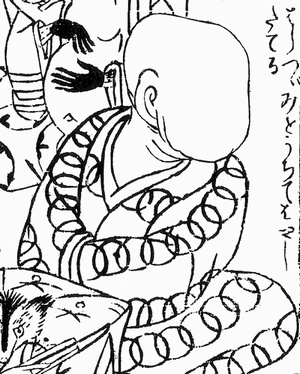
تصویری از نوپرا بو (اثر آسایی ریویی در داستان اوتوگی بوکو، اوایل دوره ادو)

نوپرا بو در درجه اول برای ترساندن انسان‌ها شناخته می‌شوند، اما به‌طور کلی بی‌آزار هستند. آن‌ها اغلب برای ترساندن یک فرد به صورت گروهی با هم کار می‌کنند. زمانی که قربانی آن‌ها با دیدن اولین نوپرا بو از وحشت پا به فرار می‌گذارد، با شخص دیگری برخورد می‌کند که از او می‌پرسد چه مشکلی دارد. وقتی قربانی آنچه را که دیده است توضیح می‌دهد، این شخص در جواب می‌گوید: «اوه، منظورت این شکلی است؟» و صورت خود را همانند اولین نوپرا بو پاک می‌کند. آن‌ها ابتدا در هیبت انسان‌های معمولی ظاهر می‌شوند، اما گاهی اوقات قبل از اینکه باعث ناپدید شدن اجزای صورت خود شوند، خود را به شکل هویت بستگان نزدیک قربانی درمی‌آورند. نوپرا بو عموماً وجود خارجی ندارد، و تنها هویتی برای یک موجینا، یک کیتسونه، یا یک تانوکی است.